# Lila Morillo
Lila Morillo (sinh ra Lila Rosa Bozo Morillo vào ngày 14 tháng 8 năm 1940 tại Maracaibo, Zulia, Venezuela) là một nữ diễn viên và nữ ca sĩ người Venezuela. Cô được biết đến với danh xưng La Diva de Venezuela, La Reina del Cocotero và cũng là La Maracucha de Oro.

## Tiểu sử
Lila được sinh ra ở Maracaibo. Cô sinh ra tại Silvestre de Jesús Bozo Bozo (1914-2013)  và Ana Magdalena Morillo de Bozo (1920-2017)  Cô chuyển đến Caracas cùng gia đình để thử vận may trong công việc kinh doanh. Cô xuất hiện lần đầu vào năm 1955 với tư cách là một ca sĩ bên cạnh Mario Suárez, người mà cô đã tạo ra bản thu âm đầu tiên của mình.
Năm 1963, cô xuất hiện lần đầu tiên trong bộ phim Isla de sal, cũng giúp khởi động sự nghiệp âm nhạc của mình  Sau đó, cô tham gia vào các bộ phim khác và cũng tham gia vào truyền hình bằng cách tham gia bộ phim telenovela María Mercé, La Chinita năm 1970, nơi cô đóng vai chính cùng với Carlos Cámara. Cô đã nhận được một vai chính khác trong telenovela La doña do RCTV sản xuất.

## Đời tư
Khi còn trẻ Lilla đã gặp Jose Luis Rodríguez "El Puma", người đã trở thành ca sĩ và diễn viên. Họ kết hôn và hai người có hai cô con gái Liliana Morillo và Lilibeth Morillo. Vào những năm 1970, Lila và chồng trở thành người săn ảnh paparazzi suốt những năm 1980, xuất hiện trên trang bìa của nhiều tạp chí tin đồn ở Mỹ Latinh. Cặp đôi đã ly hôn công khai vào năm 1986 sau 20 năm kết hôn.